# Temnora avinoffi
Temnora avinoffi är en fjärilsart som beskrevs av Clark 1917. Temnora avinoffi ingår i släktet Temnora och familjen svärmare. Inga underarter finns listade i Catalogue of Life.